# The Bigs
The Bigs (estilizado como The BIGS) es un videojuego de béisbol de estilo arcade para Xbox 360, PlayStation 3, PlayStation 2, Wii y PlayStation Portable. Fue lanzado en junio de 2007 en Norteamérica, y en octubre en la región PAL (sólo para Wii). Una secuela, The Bigs 2, fue lanzada el 7 de julio de 2009.

## Jugabilidad
The Bigs presenta "imágenes escandalosas y mecánicas de juego intuitivas", centrándose en un diseño estilístico más que realista, y una jugabilidad con potenciadores y turbo. También le ha dado al juego de béisbol un toque más "callejero". El juego cuenta con capacidad de juego en línea para hasta cuatro jugadores en la mayoría de las consolas de séptima generación, aunque el juego en línea no es compatible con la Wii. El primera base de los Cardenales de San Luis, Albert Pujols, está en la portada. El primera base de los Mellizos de Minnesota y ex Jugador Más Valioso, Justin Morneau, apareció en la portada de una versión canadiense de edición limitada vendida exclusivamente por Future Shop y Best Buy. El locutor de radio Damon Bruce ofrece comentarios jugada por jugada.
Cuando se lanzó el primer tráiler, el juego tenía un parecido sorprendente con la serie MLB Slugfest de Midway Games, pero en una entrevista con IGN, el productor Dan Brady declaró que "el equipo de diseño de Slugfest tomó muchas decisiones que realmente dificultaron que un fanático del béisbol tomara el juego en serio. Golpear en el camino de la base fue solo una de muchas de esas decisiones. The Bigs es el auténtico béisbol llevado a proporciones arcade".

## Modos de juego
- Desafío de novato: El usuario diseña un jugador personalizado, lo asigna a un equipo de la MLB y lo guía a través de los entrenamientos de primavera y la temporada de la MLB. Los puntos de atributo para mejorar al jugador se recompensan por la destreza ofensiva y la finalización de varios minijuegos que ponen a prueba la habilidad del jugador en una variedad de áreas. El jugador también puede robar 10 jugadores de equipos contrarios después de derrotarlos en ciertos juegos.
- Home Run Pinball: Este modo pone al jugador en medio de Times Square, Nueva York, con el objetivo de golpear pelotas de béisbol contra letreros de neón y ventanas para anotar la mayor cantidad de puntos posibles. A continuación, el jugador puede subir su puntuación a las tablas de clasificación en línea y ver dónde se clasifica.
- Home Run Derby: Un enfrentamiento del primero a 10 entre dos bateadores.

### Multijugador
El modo multijugador sin conexión admite hasta cuatro jugadores, con soporte de Xbox Live para dos.

## Recepción
Las versiones de PlayStation 3 y Xbox 360 recibieron "críticas generalmente favorables", mientras que las versiones de PlayStation 2, PSP y Wii recibieron críticas "promedio", según el sitio web de agregación de reseñas Metacritic.